# Grimsås IF
Grimsås IF är en fotbollsklubb från Grimsås, grundad 1932 av Erik Hägg.
Grimsås IF har varit var uppe i division II (motsvarar dagens Superettan), men spelar numera lägre ner i seriesystemet. Klubbens hemmaplan är Grimsborg. Klubben kvalade 1965 till Allsvenskan men slutade på tredje plats i en kvalserie om fyra lag där Gais och IK Brage gick upp till Allsvenskan.
I klubben har Hasse Hägg, Mattias Bjärsmyr och Tommy Lycén spelat. 
1937 valdes sektioner för allmän idrott och vintersport, och det diskuterade att starta ett bandylag. 1960 började klubben utöva ishockey.
Klubben nämns i låten Det spelades bättre boll av rockgruppen Torsson.